# Бахметов, Иван Васильевич
Ива́н Васи́льевич Бахме́тов (19 сентября 1918, д. Забелино, Тверской области — 6 мая 1992, Москва) — заместитель начальника Главного управления Генерального штаба (1974—1977), генерал-майор инженерно-авиационной службы. Лауреат Государственной премии СССР (1977).

## Биография
Родился 19 сентября 1918 года в деревне Забелино Кесовогорского района Тверской области в семье крестьянина. Окончил среднюю школу с отличием. В 1936 году поступил в Московский энергетический институт.
27 июня 1941 года с 4-го курса института был мобилизован на строительство оборонительных рубежей. В ноябре 1941 года был перенаправлен на учёбу в Военно-воздушную академию им. А. Ф. Можайского. Во время учёбы в 1943—1944 годах проходил стажировку в действующей армии в должности Помошника главного штурмана 3-го Штурмового авиационного корпуса. В 1944 году окончил Факультет Электро-спецоборудования и был назначен в Главный штаб ВВС в Москве на должность помощника начальника Управления связи. В 1953 году поступил на учёбу в аспирантуру ВВИА имени Н. Е. Жуковского. Защитил кандидатскую диссертацию по радиолокации и затем работал преподавателем академии.
В 1957 году был назначен постоянным членом Научно-технического комитета ВВС. С 1959 по 1974 год проходил службу на ряде должностей в ВВС от офицера Управления связи до начальника службы Радиоэлектронной борьбы ВВС. Принимал участие в работе над организацией системы вооружения средствами помех и разведки «Звезда».
В 1974 перешёл на работу в Генеральный штаб на должность заместителя начальника 2-го Главного управления автоматизации и РЭБ, где и проработал по 1977 год до изменения организационно-штатной структуры управления.

В 1977 году в составе авторского коллектива И. В. Бахметову была присуждена Государственная премия СССР за работу в области развития средств Радиоэлектронной борьбы ВВС СССР.

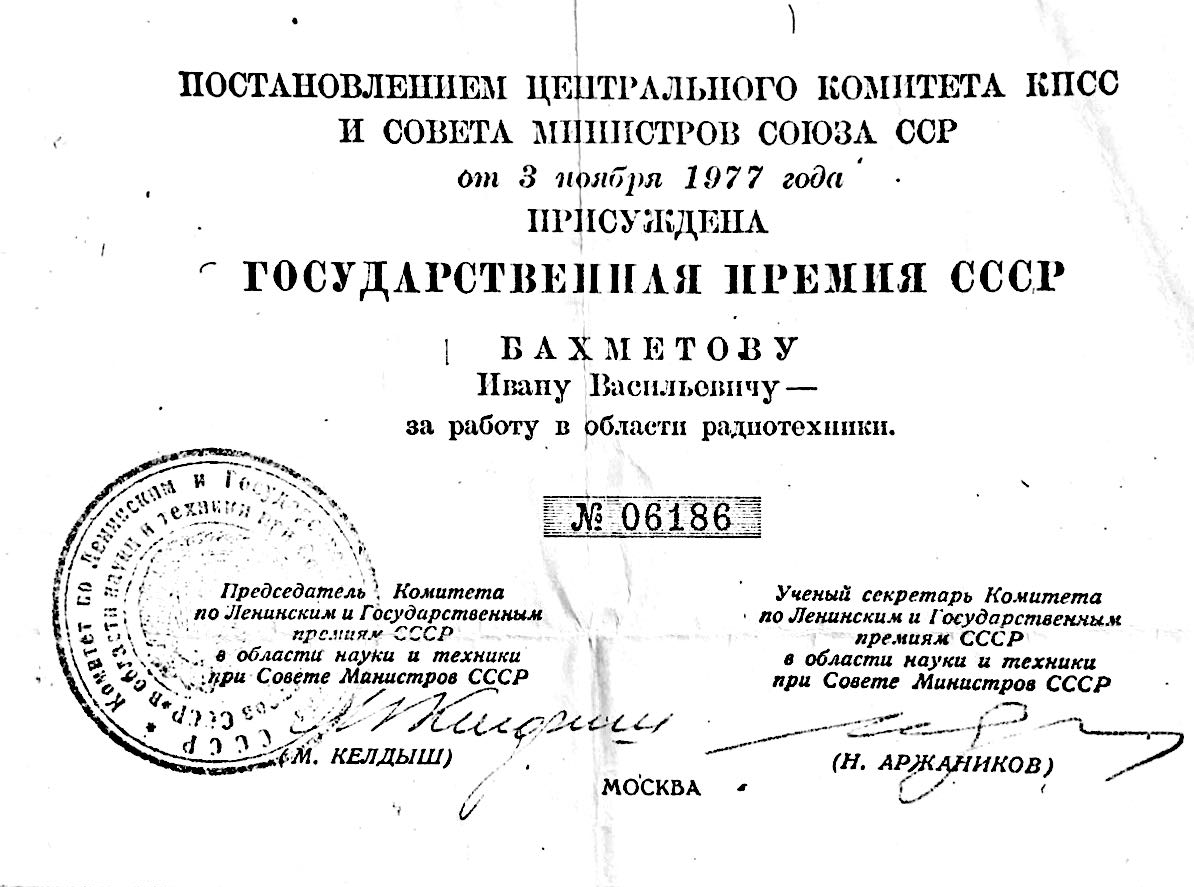
Постановление о присуждении Государственной премии № 06186

Одновременно с руководящей работой И. В. Бахметов являлся научным руководителем ряда научно-исследовательских и опытно-конструкторских работ в области развития средств и методов РЭБ. Автор (в соавторстве) трёх учебников, а также статей и брошюр в области специальной радиотехники. С 1977 по 1979 год И. В. Бахметов работал главным специалистом Государственной комиссии по радиочастотам, членом комиссии от МО СССР. Завершив службу в ВС СССР, с 1979 по 1985 год работал старшим научным сотрудником Института военной истории МО.
Скончался 6 мая 1992 года. Похоронен на Троекуровском кладбище в Москве.

## Награды и звания
- Орден Отечественной войны I степени[3].